# Parepierus pectinispinus
Parepierus pectinispinus är en skalbaggsart som beskrevs av Zhang och Zhou 2007. Parepierus pectinispinus ingår i släktet Parepierus och familjen stumpbaggar. Inga underarter finns listade i Catalogue of Life.